# Tartera (España)
Tartera es una entidad de población española del municipio de Das, perteneciente a la provincia de Gerona, en la comunidad autónoma de Cataluña. En 2022, la entidad singular de población tenía empadronados ocho habitantes y el núcleo de población, los mismos.

## Patrimonio
Hay en el lugar una iglesia de San Julián.[cita requerida]